# Links Akkoord
Links Akkoord was een samenwerkingsverband van linkse partijen in de jaren 80.

## Amsterdam
Links Akkoord bestond tussen 1986 en 1990 in Amsterdam uit afdelingen van de Communistische Partij Nederland, de Evangelische Volkspartij, de Pacifistisch Socialistische Partij en de Politieke Partij Radikalen. De combinatie behaalde bij de gemeenteraadsverkiezingen in 1986 zes zetels. In 1982 haalden de vier partijen nog tien zetels. Bob van Schijndel, Frank Köhler en Tara Singh Varma bezetten drie van deze zetels. Links Akkoord was een voorloper van GroenLinks in Amsterdam.

## Tilburg
In Tilburg werd het Links Akkoord gevormd door drie partijen, de Communistische Partij Nederland, de Pacifistisch Socialistische Partij en de Politieke Partij Radikalen.